# Aniołowie zbrodni
Aniołowie zbrodni (jap. 殺戮の天使 Satsuriku no tenshi) – japońska gra przygodowa z gatunku horror stworzona przez  Hoshikuzu KRNKRN (Makoto Sanadę) na platformy Microsoft Windows oraz Nintendo Switch.
Na podstawie gry powstały trzy serie mangi – oprócz głównej serii opisującej fabułę gry, powstał także prequel do gry oraz yonkoma, a także trzy tomy powieści. Manga będąca bezpośrednią adaptacją gry została wydana przez wydawnictwo Waneko.

## Fabuła
Trzynastolatka o imieniu Rachel budzi się w piwnicy budynku nie pamiętając jak, ani dlaczego, się w tej piwnicy znalazła. Błąkając się po budynku szukając wyjścia, spotyka Zacka, psychopatycznego zabójcę z obandażowaną twarzą i dzierżącego kosę. Dziewczyna następnie prosi go o śmierć, a ten obiecuje spełnić jej prośbę, jeśli ta pomoże mu wydostać się z budynku.

## Gra
Gra została stworzona przy wykorzystaniu RPG Maker.
Od 19 grudnia 2016 roku gra dostępna jest na Steamie w językach chińskim, japońskim, koreańskim i angielskim.
Prequel gry, zatytułowany Satsuriku no tenshi Episode.Eddie (jap. 殺戮の天使 Episode.Eddie), został dołączony do limitowanych edycji Blu-ray i DVD Box Set pierwszej płyty z odcinkami anime.

## Manga
Na podstawie scenariusza gry powstała adaptacja w formie mangi; za scenariusz jest odpowiedzialna Makoto Sanada, rysunki wykonuje Kudan Naduka. Kolejne rozdziały ukazywały się w czasopiśmie „Gekkan Comic Gene” wydawnictwa Media Factory. Ostatni rozdział ukazał się w tym czasopiśmie we wrześniu 2020.
Piąty tom mangi został sprzedany w 44 405 sztukach w ciągu dwóch tygodni od premiery.
| Nr | Język japoński       | Język japoński         | Język polski        | Język polski           |
| Nr | Data wydania         | ISBN                   | Data wydania        | ISBN                   |
| -- | -------------------- | ---------------------- | ------------------- | ---------------------- |
| 1  | 27 stycznia 2016     | ISBN 978-4-04-067893-1 | 1 sierpnia 2018     | ISBN 978-83-80-96412-9 |
| 2  | 27 czerwca 2016      | ISBN 978-4-04-068284-6 | 1 października 2018 | ISBN 978-83-80-96413-6 |
| 3  | 26 grudnia 2016      | ISBN 978-4-04-068809-1 | 30 listopada 2018   | ISBN 978-83-80-96414-3 |
| 4  | 27 lutego 2017       | ISBN 978-4-04-069033-9 | 1 lutego 2019       | ISBN 978-83-8096-415-0 |
| 5  | 27 lipca 2017        | ISBN 978-4-04-069244-9 | 1 kwietnia 2019     | ISBN 978-83-8096-416-7 |
| 6  | 27 grudnia 2017      | ISBN 978-4-04-069571-6 | 7 czerwca 2019      | ISBN 978-83-8096-417-4 |
| 7  | 27 kwietnia 2018     | ISBN 978-4-04-069840-3 | 1 sierpnia 2019     | ISBN 978-83-8096-418-1 |
| 8  | 27 września 2018     | ISBN 978-4-04-065123-1 | 1 października 2019 | ISBN 978-83-8096-416-7 |
| 9  | 27 marca 2019        | ISBN 978-4-04-065590-1 | 2 grudnia 2019      | ISBN 978-83-8096-776-2 |
| 10 | 27 września 2019     | ISBN 978-4-04-064043-3 | 3 lutego 2020       | ISBN 978-83-8096-777-9 |
| 11 | 27 marca 2020        | ISBN 978-4-04-064496-7 | 30 lipca 2020       | ISBN 978-83-8096-777-9 |
| 12 | 27 października 2020 | ISBN 978-4-04-064976-4 | 25 marca 2021       | ISBN 978-83-8096-966-7 |

Prequel gry serializowany w formie mangi, zatytułowany Episode.0, również stworzony przez Kudan Nadukę i Makoto Sanadę jest wydawany w internetowym czasopiśmie „MFC Gene Pixiv”. Pierwszy rozdział tej mangi ukazał się 3 marca 2017 roku.
| Nr | Data wydania (język japoński) | ISBN (język japoński)  |
| -- | ----------------------------- | ---------------------- |
| 1  | 27 lipca 2017                 | ISBN 978-4-04-069245-6 |
| 2  | 26 lutego 2018                | ISBN 978-4-04-069710-9 |
| 3  | 28 marca 2019                 | ISBN 978-4-04-065591-8 |

Wydano także serię mangi typu yonkoma zatytułowaną Satsuten! (jap. さつてん！), za scenariusz której także odpowiada Makoto Sanada. Rysunki wykonuje negiyan. Seria publikowana jest w czasopiśmie „Gekkan Comic Gene”. Ostatni rozdział tej mangi ukazał się w tym magazynie 15 marca 2021 roku. 
| Nr | Data wydania (język japoński) | ISBN (język japoński)  |
| -- | ----------------------------- | ---------------------- |
| 1  | 27 lutego 2017                | ISBN 978-4-04-068813-8 |
| 2  | 27 stycznia 2018              | ISBN 978-4-04-069621-8 |
| 3  | 27 lutego 2019                | ISBN 978-4-04-065464-5 |
| 4  | 27 kwietnia 2020              | ISBN 978-4-04-064689-3 |

## Odbiór
9 czerwca 2018 roku podano, że łącznie wydrukowano 1,7 miliona kopii powiązanych materiałów (siedem tomów mangi, dwa tomy prequela, dwa tomy yonkomy, trzy novele i fanbook).